# Palazzo dello sport Città di Frosinone
Il palazzo dello sport Città di Frosinone è una struttura coperta polifunzionale con una capienza di circa 2800 posti.
Si trova a Frosinone, in zona Casaleno, nei pressi dello Stadio Benito Stirpe e dello stadio del Nuoto.

## Storia

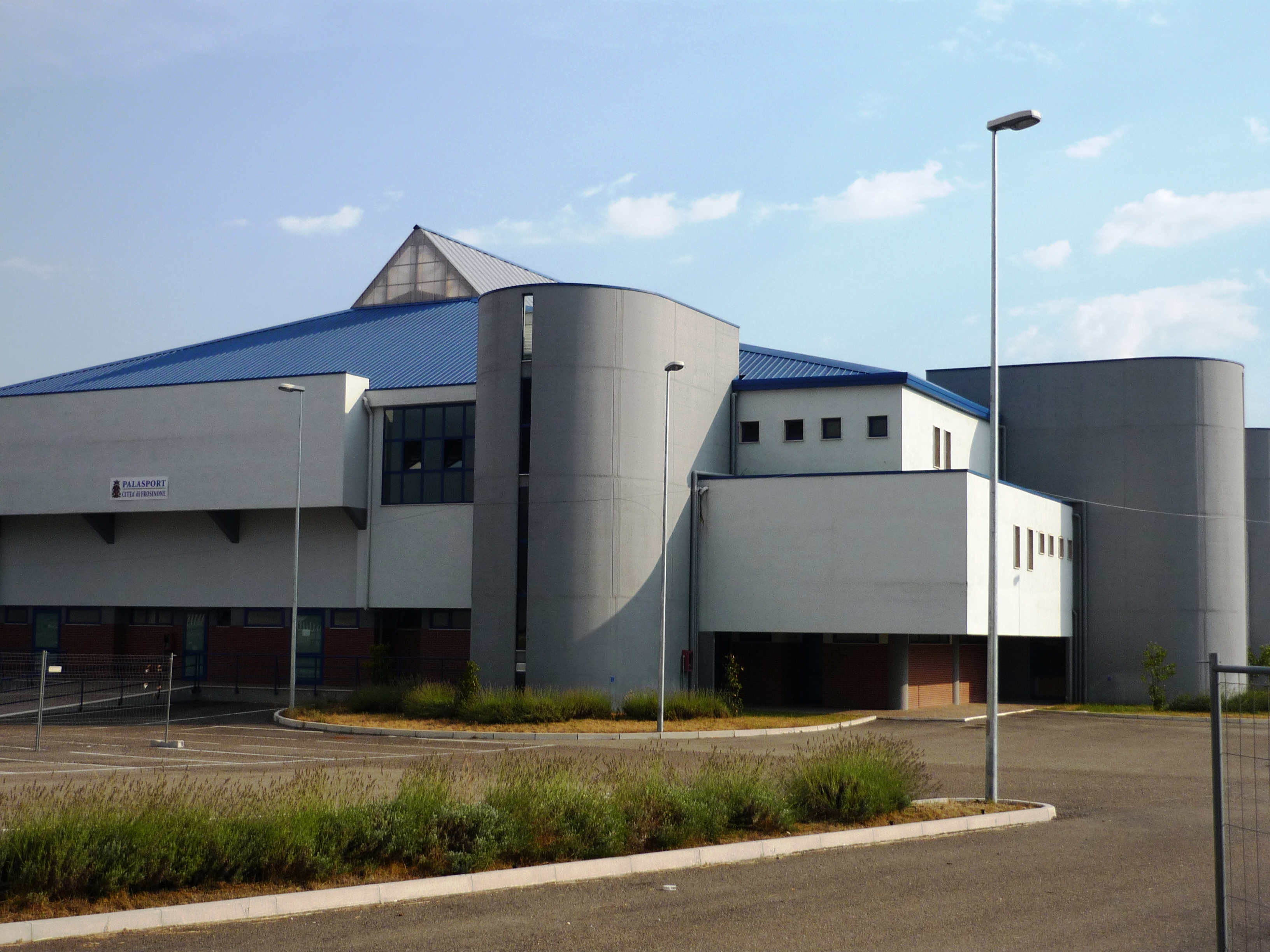
L'esterno del palazzetto

Inaugurato il 23 aprile 2007, il palazzetto attualmente ospita le partite casalinghe della Virtus Cassino e in passato ha ospitato anche i match interni della Veroli Basket, squadra di pallacanestro maschile che ha militato in seconda serie, dell'Argos Volley Sora che partecipa al campionato di A1 maschile di pallavolo e del Frosinone Futsal squadra militante nel campionato di A2 di Calcio a 5.

## Principali eventi sportivi ospitati
Il palazzetto è stato scelto come sede della finale di Supercoppa italiana di pallavolo del 2009, vinta per 3-2 dalla CoprAtlantide Piacenza sulla Lube Macerata.
Il 15 aprile 2012 è sede della partita di ritorno di semifinale del campionato italiano di pallavolo maschile tra Andreoli Latina e Itas Diatec Trentino. Evento che si ripete il 28 aprile 2015 per la gara di ritorno di semifinale del campionato italiano di pallavolo maschile tra Top Volley Latina e Volley Modena.
Il palazzetto, inoltre, ospita anche le gare casalinghe della Bellator Ferentum C5 femminile che milita nella massima categoria di futsal Italiano. 
Oltre che per gli eventi sportivi, viene utilizzato anche per ospitare concerti e spettacoli.

## Trasporti
Il palazzetto sorge nelle vicinanze della locale stazione ferroviaria, non lontano dal casello autostradale di Frosinone sull'A1, appena al di fuori dalla zona centrale della città, ed è raggiungibile con vari mezzi di trasporto:
- in automobile, dall'A1 nel tratto Roma-Napoli, uscendo al casello di Frosinone e proseguendo per la Strada statale 156 dei Monti Lepini in direzione nord, per poi percorrere via Michelangelo ed arrivare a destinazione su viale Olimpia;
- in treno, scendendo alla stazione di Frosinone, servita dalla ferrovia Roma-Cassino-Napoli, distante circa 2 km dal palazzetto;
- con gli autobus extraurbani gestiti da COTRAL, che operano collegamenti quotidiani da e per Roma e altre località della provincia frusinate e del Lazio;
- con gli autobus urbani del trasporto pubblico locale gestito da GEAF (linea B, linea C, linea 9 o linea 20) dal capolinea di Piazza Sandro Pertini, nei pressi della stazione ferroviaria;
- in taxi dalla già citata stazione ferroviaria.